# Маякское
Маякское — посёлок в Соль-Илецком районе Оренбургской области России. 

## География
Посёлок расположен на реке под названием Ащибутак (левый приток Донгуза, бассейн Урала). Расстояние до райцентра Соль-Илецка — 27 км.

## История
В 1918 году населённый пункт основан как хутор Михайловский казаками-беженцами из станицы Григорьевской, пострадавшей от нападения отряда красноармейцев.
В 1929 году вокруг хутора вырос крупный зерносовхоз «Маяк», давший населённому пункту новое имя.
В 1943 году на собранные сельчанами средства был изготовлен танк, получивший имя «Зерносовхоз Маяк», за что село удостоилось благодарности от Верховного Главнокомандующего ВС СССР И. В. Сталина.
В 1966 г. Указом Президиума ВС РСФСР посёлок центральной усадьбы совхоза «Маяк» переименован в Маякский.

## Население
| 2010 |
| ---- |
| 1032 |